# Classe Lyon
A Classe Lyon foi uma classe de couraçados planejada pela Marinha Nacional Francesa, composta pelo Lyon, Lille, Duquesne e Tourville. Os trabalhos de projeto começaram em 1912 e foram baseados na predecessora Classe Normandie. Considerações foram dadas para uma bateria principal de canhões de 380 milímetros, porém os franceses consideraram que o tempo de desenvolvimento dessa nova arma seria muito longo e assim canhões de 340 milímetros foram escolhidos. Os quatro couraçados estavam programados para terem suas construções iniciadas na primeira metade 1915, porém o início da Primeira Guerra Mundial em meados de 1914 fez com que fossem cancelados.
Os couraçados da Classe Lyon, como originalmente projetados, seriam armados com uma bateria principal de dezesseis canhões de 340 milímetros montados em quatro torres de artilharia quádruplas. Teriam um comprimento de fora a fora de 194 metros, boca de 29 metros, calado entre oito e nove metros e um deslocamento de 29,1 mil toneladas. Seus sistemas de propulsão não tinham sido decididos quando forma cancelados, mas seriam formados por turbinas a vapor ou uma mistura de turbinas e motores de tripla-expansão, para alcançarem uma velocidade máxima de 21 nós (39 quilômetros por hora). Os navios também teriam um cinturão de blindagem de trezentos milímetros de espessura.

## Desenvolvimento
A Marinha Nacional Francesa começou em 1910 um programa de construção de couraçados dreadnought com os quatro membros da Classe Courbet. O Parlamento Francês aprovou uma lei dois anos depois que pedia por uma frota de 28 couraçados até 1920. Sob este plano, três navios seriam encomendados em 1912, com estes se tornando a Classe Bretagne. Mais dois foram planejados para 1913 e outros dois para 1914, que se tornariam os quatro primeiros membros da Classe Normandie, porém uma emenda na lei aumentou o ritmo de construção para quatro couraçados da Classe Normandie em 1913 e um quinto em 1914. Quatro embarcações foram planejadas para 1915. Os trabalhos de projeto para a sucessora da Classe Normandie começaram em 1912, com a equipe de projeto apresentando várias propostas com deslocamentos entre 27 e 29 mil toneladas. A Marinha Nacional autorizou em 1913 uma classe de quatro navios, que se tornaria a Classe Lyon, com o início de suas construções estando programado para 1915.
Uma das principais considerações para o novo projeto era o armamento. A Marinha Nacional sabia que a Classe Queen Elizabeth, os couraçados mais novos da Marinha Real Britânica, seriam armados com canhões de 381 milímetros, o que levou a sérias considerações de que a Classe Lyon deveria ter armas do mesmo tamanho. A equipe de projeto preparou quatro variantes, duas com os canhões franceses padrão de 340 milímetros em torres de artilharia duplas ou quádruplas, outras duas com canhões de 380 milímetros em torres duplas. Os projetistas também consideraram brevemente um navio armado com vinte armas de 305 milímetros em torres quádruplas, mas uma diminuição no tamanho dos canhões principais foi considerado um retrocesso e rapidamente rejeitado. A Marinha Nacional acreditava na época que os canhões de 340 milímetros eram eficazes nas distâncias esperadas de batalha no Mar Mediterrâneo, assim as armas de 380 milímetros foram consideradas desnecessárias. A equipe de projeto também determinou que o canhão de 380 milímetros demoraria muito para ser projetado, assim propostas que incluíam estas armas foram rejeitadas e assim restaram apenas as duas propostas armadas com canhões de 340 milímetros. A primeira tinha uma bateria de catorze armas, deslocamento de 27,5 mil toneladas e 185 metros de comprimento. O segundo era ligeiramente maior com dezesseis canhões em quatro torres quádruplas. A equipe de projeto escolheu a segunda versão em 24 de novembro de 1913, porém a versão específica da arma de 340 milímetros a ser usada ainda não tinha sido decidido.
A primeira proposta do Diretório de Artilharia era usar o já existente canhão calibre 45, mas modificado para disparar um projétil ligeiramente mais comprido que pesava 590 quilogramas, cinquenta quilogramas a mais que os projéteis anteriores, otimizado para performance subaquática. A segunda proposta era para um canhão calibre 50 que dispararia um projétil ainda maior de 630 quilogramas. Foi estimado que acomodar o volume e peso extras do canhão mais comprido iria aumentar o deslocamento para 31 a 32 mil toneladas, além de aumentar o custo de 87 milhões de francos para entre 93 e 96 milhões. A primeira opção acabou a escolhida em fevereiro de 1914. Foi programado que os primeiros dois couraçados, Lyon e Lille, seriam encomendados em 1º de janeiro de 1915, com os outros dois, Duquesne e Tourville, seriam encomendados em 1º de abril.
O início da Primeira Guerra Mundial em 1914 levou ao cancelamento da Classe Lyon. O governo francês mobilizou seus reservistas em julho, privando os estaleiros de muitos de seus trabalhadores especializados necessários para as construções. A capacidade industrial para produção de armas e munição também foi redirecionada em favor do Exército de Terra Francês. Desta forma, a Marinha Nacional decidiu que as construções prosseguiriam apenas nos navios que poderiam ser finalizados rapidamente.

## Características
Os navios teriam 190 metros de comprimento entre perpendiculares e 194,5 metros de comprimento de fora a fora. Teriam uma boca de 29 metros e calado entre 8,65 e 9,2 metros. O deslocamento foi estimado em 29 mil toneladas. O sistema de propulsão ainda não tinha sido definido quando a classe foi cancelada; a equipe de projeto tinha sugerido em um memorando de 13 de setembro de 1913 a adoção de uma mistura de turbinas a vapor e motores de tripla-expansão como nos primeiros quatro navios da Classe Normandie, ou um sistema com apenas turbinas como no Béarn, o último membro da Classe Normandie. Também consideraram um novo modelo de turbina a vapor que tinha se mostrado bem-sucedido no contratorpedeiro Enseigne Gabolde. O projeto final pedia um sistema com potência indicada de quarenta mil cavalos-vapor (29,4 mil quilowatts) e velocidade máxima de 21 nós (39 quilômetros por hora). Um número desconhecido de caldeiras teriam sua exaustão despejada por duas chaminés à meia-nau.
A bateria principal dos couraçados da Classe Lyon seria de dezesseis canhões Modelo 1912M calibre 45 montados em quatro torres de artilharia quádruplas. Todas ficariam instaladas na linha central das embarcações, porém não se sabe ao certo seu arranjo. Um esboço preliminar anexado a um memorando da equipe de projeto datado de 19 de setembro de 1913 mostrava uma torre à vante, uma à meia-nau e duas sobrepostas à ré, porém um desenho do contemporâneo Journal of United States Artillery tinha as torres arranjadas em dois pares sobrepostos, à vante e à ré. Cada torre pesaria 1,5 mil toneladas, sendo giradas eletricamente e com os canhões elevados hidraulicamente. As armas dentro da torre seriam divididas em pares e montadas em berços duplos, com uma antepara de quarenta milímetros de espessura dividindo a torre ao meio. Cada par de canhões teriam seu próprio depósito e guindaste de munições. Poderiam disparar simultaneamente ou independentemente. A Marinha Nacional tinha começado a experimentar novos tipos projéteis antes da Classe Lyon ser cancelada. Os franceses descobriram que projéteis tinham penetrado o casco de couraçados abaixo da linha de flutuação em 1904 na Batalha do Mar Amarelo e durante testes de artilharia britânicos em 1907, assim começaram a investigar como poderiam otimizar seu projeto de projétil a fim de melhorar seu desempenho na água. A Marinha Nacional passou a acreditar em 1913 que tinha encontrado um projeto que poderia ser preciso na água por uma distância de cem metros.
O armamento secundário consistiria em 24 canhões de 138 milímetros, ou o Modelo 1910 calibre 55 ou um novo modelo automático, cada um montado em casamatas nas laterais do casco. As armas Modelo 1910 disparariam projéteis de 36,5 quilogramas a uma velocidade de saída de 830 metros por segundo. Os couraçados também teriam sido equipados com dois canhões de 47 milímetros para defesa antiaérea e seis tubos de torpedo submersos de tamanho desconhecido.
O esquema de blindagem seria uma versão modificada daquele usado na Classe Normandie. A principal alteração seria a diminuição da espessura da camada superior de blindagem que protegeria a bateria secundária, de 160 para cem milímetros. Isto compensaria blindagem adicional abaixo da linha de flutuação que protegeria os navios de projéteis subaquáticos. O cinturão principal de blindagem teria trezentos milímetros de espessura entre as barbetas da primeira e quarta torres de artilharia. As torres seriam protegidas por frentes também de trezentos milímetros. O convés blindado inferior teria uma espessura total de 42 milímetros, com o convés se inclinando para baixo para se encontrar com a extremidade inferior do cinturão principal; esta seção teria setenta milímetros. O convés blindado superior teria quarenta milímetros. Entre o fim das barbetas, abaixo do cinturão, a espessura do casco diminuiriam gradualmente de oitenta para 35 milímetros até uma profundidade de seis metros à vante e 4,5 metros à ré.

## Navios
| Navio     | Construtor                                               |
| --------- | -------------------------------------------------------- |
| Lyon      | Ateliers et Chantiers de la Loire, Saint-Nazaire         |
| Lille     | Forges et Chantiers de la Méditerranée, La Seyne-sur-Mer |
| Duquesne  | Arsenal de Brest, Brest                                  |
| Tourville | Arsenal de Lorient, Lorient                              |